# Zhang Jue

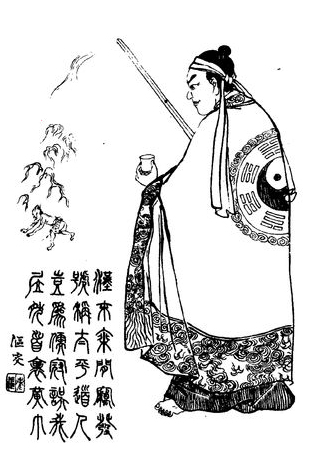
Afbeelding van Zhang Jue uit ca. 1900

Zhang Jue (?-184), in hedendaagse media soms geschreven als Zhang Jiao, was een Chinese Taoïstische sekteleider, afkomstig uit de commanderij Julu (in de huidige provincie Hebei). Zijn beweging werd de Weg naar Grote Vrede (Taiping Dao 太平道) genoemd.
Zhang Jue reisde veel en verspreidde hierbij zijn geloofsleer en gaf gratis medische zorg. Dit maakte hem zeer populair bij het gewone volk. Zijn volgelingen deden hetzelfde in andere gebieden van het Chinese keizerrijk, waardoor hij ook in een gebied dat de huidige provincies Shangdong, Henan, Jiangsu en Anhui beslaat, aanhang verwierf. Zijn aanhang werd strak georganiseerd in secties (zg. “Fang” 方, ook wel 'Divisies') waarvan de grotere meer dan 10.000 leden besloegen. Zijn centrale idee was dat de regerende Oostelijke Han-dynastie, aangeduid als de “Blauwe Hemel”, zou worden vervangen door de “Gele Hemel”. Om die reden droegen zijn aanhangers gele tulbanden.
In 184 startte Zhang Jue met zijn twee broers de zogenoemde Gele Tulbandenopstand tegen het Han-regime. Deze opstand werd na heftige gevechten in datzelfde jaar nog neergeslagen. Zhang Jue en een groot aantal van zijn aanhangers kwamen hierbij om het leven.